# هیوا
هیوا فیلمی به کارگردانی و نویسندگی رسول ملاقلی‌پور محصول سال ۱۳۷۷ است.
این فیلم در تاریخ ۲ آذر ۱۳۷۹ در سینماهای ایران اکران شده است.

## خلاصه فیلم
هیوا اکبری پس از گذشت پانزده سال از مفقود شدن همسرش حمید در بحبوحه جنگ، تصمیم می‌گیرد تا از مناطق جنگی و خانه‌ای که در آن با همسرش زندگی می‌کرده، بازدید کند. امیر کرمی، که اکنون سفیر ایران در سنگال است و زمانی جزو همراهان حمید در جنگ بوده می‌خواهد با هیوا ازدواج کند، ولی هیوا به رغم نشانه‌هایی از کشته شدن حمید همچنان در پی شوهرش است.

## جشنواره‌ها
- برنده سیمرغ بلورین بهترین فیلم در هفدهمین دوره جشنواره فیلم فجر - ۱۳۷۷[۱]
- برنده سیمرغ بلورین بهترین کارگردانی (رسول ملاقلی‌پور) در هفدهمین دوره جشنواره فیلم فجر - ۱۳۷۷[۱]
- برنده سیمرغ بلورین بهترین صدابرداری (بهمن اردلان) در هفدهمین دوره جشنواره فیلم فجر - ۱۳۷۷[۱]
- برنده سیمرغ بلورین بهترین فیلمبرداری (بهرام بدخشانی) در هفدهمین دوره جشنواره فیلم فجر - ۱۳۷۷[۱]
- برنده سیمرغ بلورین بهترین طراحی صحنه (علی فداکار) در هفدهمین دوره جشنواره فیلم فجر - ۱۳۷۷[۱]
- برنده سیمرغ بلورین بهترین طراحی صحنه (بهناز نازی) در هفدهمین دوره جشنواره فیلم فجر - ۱۳۷۷[۱]
- برنده دیپلم افتخار بهترین نقش اول مرد (جمشید هاشم‌پور) در هفدهمین دوره جشنواره فیلم فجر - ۱۳۷۷[۱]
- تقدیر برای بهترین تدوین (حسین زندباف) در هفدهمین دوره جشنواره فیلم فجر - ۱۳۷۷[۱]
- برنده تندیس بهترین صدابرداری (بهمن اردلان) در سومین دوره جشن خانه سینما - ۱۳۷۸[۱]
- برنده تندیس بهترین جلوه‌های ویژه (مصطفی رستگاری) در سومین دوره جشن خانه سینما - ۱۳۷۸[۱]